# 永和县
永和县是中国山西省临汾市所辖的一个县。总面积为1212平方公里，縣人民政府駐芝河鎮。

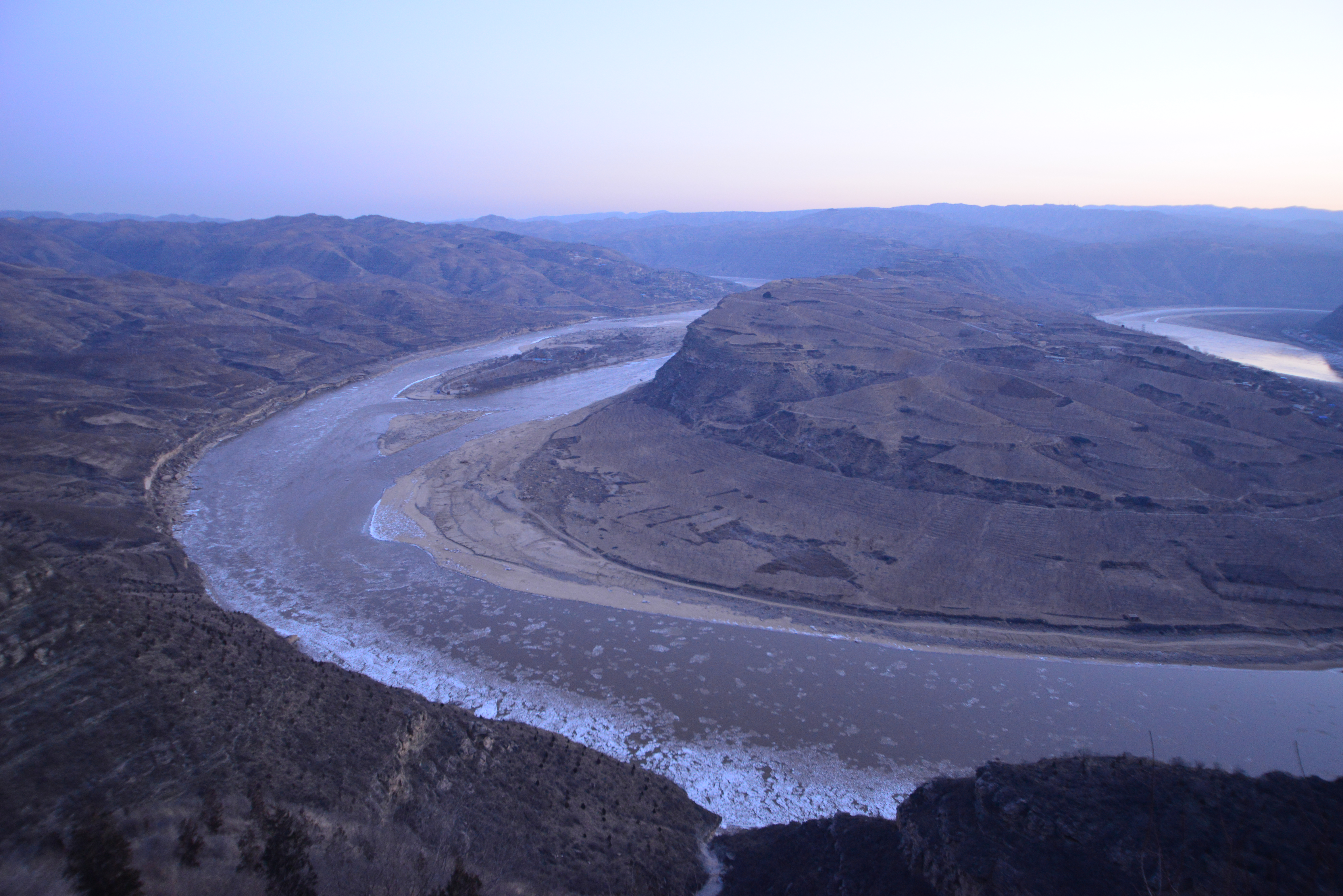
位于永和县的黄河乾坤湾

## 行政区划
永和县下辖2个镇、5个乡：
芝河镇、桑壁镇、阁底乡、南庄乡、打石腰乡、坡头乡和交口乡。

## 人口
根据(山西省)临汾市第七次全国人口普查公报显示：永和县常住人口为49946人。

## 交通
- 341国道过境。